# 莫順宗
莫順宗(1966年8月30日—），學術研究主攻中國古典文學、中國思想史及東南亞華人。現任馬來西亞新紀元大學學院校長，並在2022年4月受委為新紀元大學學院首名教授。

## 簡歷
祖父來自廣東恩平。1996年與鄧麗思結婚，育有2女1男。
1990年畢業於馬來亞大學中文系，1995年考獲馬來亞大學中文系碩士學位，在2010年獲取馬來亞大學東亞系博士學位。研究中国古典文学、中国思想史及东南亚华人。1990年在馬來亞大學中文系當助教及1996年兼任講師，1999年至2003年在吉隆坡華社研究中心當研究員。
2003年2月17日在新紀元學院當中文系講師，隔年2004年7月1日升任註冊主任，2008年5月1日出任副院長，2012年1月1日接任新紀元學院第四任院長，同年开办新纪元技职教育。擔任院長期間積極爭取學院升格，新紀元學院在2016年12月30日獲得高教部批准升格為大學學院。從2017年起，出任新紀元大學學院校長。
2023年10月获人力资源部委任为技职发展基金机构（PTPK）董事，任期从2023年10月17日至2026年10月16日，为期3年。

## 校長生涯
2017年擔任新紀元大學學院首任校長，開辦9項學士學位課程，並親自教授高級中文及中國思想史。2017年4月至7月受聘日本創價大學客座教授。
2017年8月1日建設研究生院，招收外國留學生，特別是中國學生。2019年4月1日創立國際教育學院，以統籌全部有關留學生，以及國際交流與合作等事務。
2019年10月8日發行馬來西亞首張由校方全力資助的校園原創音樂專輯《起飛》，培養校園創作風氣。
2020年5月14日疫情期間，新紀元校名掛上中國留學服務中心教育涉外監管信息網。2020年7月25日，錄取60位中國和印尼「中華研究」與「東盟研究」碩士和博士生。同年10月31日，「中華研究」與「東盟研究」碩博留學生再增54人。
2020年11月13日新紀元與中國遼寧建築職業學院在馬來西亞共建的「魯班工坊」正式揭牌。
2021年2月19日新紀元首度在國外辦學，在中國深圳为68企業高管開辦非學歷項目“全球工商管理高級專業課程”。同年7月19日新紀元與中國北京勞動保障職業學院聯辦「電子商務特色實驗班」正式開課及9月17日結業。
2023年8月26日新紀元頒發首個榮譽博士學位予日本創價協會名譽會長池田大作博士。
2023年11月19日新紀元辦《起飛2.0——青春大作》原創歌曲發表會暨起飛慈善售票演唱會，並在25周年校慶晚宴上宣布購置校園不遠處的現成大廈為南大樓。
2024年11月23日耗资6000万令吉建设的新纪元南大楼落成启用。

## 著作
2014年主编《酒：非一般商品——研究与公共政策（第二版）》。
2017年編著《孫中山在海外》，以及與伍燕翎編著《新的紀元：東南亞華人新編》。在2018年撰寫《新紀元時光》及編著《馬新慈善家》。
2025年主编《为校争光：南洋大学校友蜚声国际的学长与专才》。

## 論文
| 年份 | 論文                                                               | 收錄/發表在                                                       |
| ---- | ------------------------------------------------------------------ | ----------------------------------------------------------------- |
| 1990 | 《荀子教學在先秦思想發展中的地位》                                 | 學士論文                                                          |
| 1991 | 《荀子與儒家》                                                     | 中文系講師與學生文章集，頁18-26。                                 |
| 1991 | 《中國民本思想建議》                                               | 中國：中國語言學會，頁21-24。                                     |
| 1991 | 《易傳陰陽思想》                                                   | 中華總商會《恒笑千山渡蒼茫》，頁71-73。                           |
| 1992 | 《論公孫龍白馬飛馬非詭辯命題》                                     | 中文系編《經史子集》，頁 27-30。                                  |
| 1996 | 《陳亮的生平與思想（1143-1194）》                                  | 碩士論文                                                          |
| 2001 | 《李延年：從商人到華團領袖》                                       | 林水檺編《馬來西亞華人歷史中的精英企業家》，頁 203-237。          |
| 2001 | 《從非華裔學習華文的熱潮看馬來西亞華文教育的新變化與舊問題》       | 2001年9月12日-13日吉隆坡東南亞華文教學研討會                      |
| 2001 | 《社會變遷中的雪隆潮州會館： 歷史、奮鬥與成就》                    | 2001年11月22日-24日香港大學第四屆潮州學國際研討會。               |
| 2001 | 《挑戰與回應：朱熹陳亮辯論中朱子學的闡發與調整》                   | 2001年12月1日吉隆坡華社研究中心辦國際朱子學會議。                 |
| 2001 | 《跨語系與超省籍：晚清駐檳城領事的國族意識及其融合檳城華僑的貢獻》 | 2002年1月6日檳城中華文化遺產會議。                                |
| 2002 | 《在創新與保守之間：張君勱對中國現代化的立場與構想》               | 何國忠編《社會變遷與文化詮釋》，頁127-137。                       |
| 2002 | 《邱祥熾任內的雪華堂》                                             | 雪蘭莪中華大會堂編《茍利社稷權力依附》，頁28-32。                 |
| 2003 | 《主將重挫尖兵微起：試論近十余年馬來西亞華人社團的得與失》         | 2003年12月21日馬來西亞華社輔導研討會。                            |
| 2003 | 《潮人在雪隆：結社，經商與興學的成就》                             | 李誌賢編《海外潮人的移民經驗》，頁581-589。                       |
| 2005 | 《張君勱與新儒學的演進》                                           | 安煥然編《第一屆馬來西亞傳統漢學研討會論文集》，頁33-47。         |
| 2005 | 《鐵屋裏的吶喊：論1970與80年代馬來西亞華團的四個大會》             | 何國忠編《百年回眸：馬華社會與政治》，頁287-309。                 |
| 2005 | 《社會變遷中的雪隆潮州會館：歷史、奮鬥與成就》                     | 2005年4月第2期《新紀元學院學報》，頁99-115。                      |
| 2007 | 《馬來西亞華人社團的大視野和小格局：本土、區域與中國》             | 何國忠編《全球化話語下的中國及馬來西亞》，頁117-131。             |
| 2007 | 《萍水相逢：陳禎祿與張君勱》                                       | 王琛發編《為萬事開太平：陳禎祿思想國際研討會論文集》，頁125-134。 |
| 2007 | 《董教總與馬來西亞華團》                                           | 2007年4月19日-23日中馬關系與馬來西亞華人研究國際學術研討會。      |
| 2008 | 《如何華文，怎樣大學？---論華文大學在馬來西亞的可行性》            | 祝家華、安煥然編《探索馬來西亞高教發展路向》，頁237-240。         |
| 2009 | 《五十年不變？論獨立至今馬來西亞華人鄉團之困局與突破》             | 文平強、許德發編《勤儉興邦：馬來西亞華人的貢獻》，頁401-413。     |
| 2010 | 《張君勱（1887-1969）：近代中國儒者與改良主義者》                  | 博士論文                                                          |
| 2011 | 《文化中國視野下中國與東盟華人高教官產學合作之可能》               | 2011年8月16日-19日中國東盟“官、產、學”合作論壇。                  |
| 2011 | 《馬來西亞建國以來華人鄉團跨出組織局限之嘗試》                     | 2011年9月24日-25日第九屆潮州學國際研討會。                        |
| 2011 | 《邁向新紀元大學：董教總華文高教之路》                             | 董總馬來西亞華文教育的現狀與發展策略                              |
| 2011 | 《馬來西亞華人民間組織與華人文化的保存於發展》                     | 《華僑華人歷史研究雜誌》，頁27-34。                               |
| 2012 | 《馬來西亞華人社團：“從整體網絡”到“互聯網絡”》                     | 2012年12月八桂僑刊，頁26 - 29。                                   |
| 2012 | 《陸佑、李孝式、李延年，領導下的隆雪中華總商會》                   | 2012年6月20日馬來西亞中華總商會會議。                             |
| 2013 | 《廣府人在馬來西亞：建國與華人文化傳承之貢獻》                     | 2013年11月12日-14日中國廣府文化論壇。                             |
| 2014 | 《培養東南亞本土華文實質：馬來西亞與新紀元學院的角色》             | 葉新田編《2014年馬來西亞華文教育論壇》，頁381-385。               |
| 2014 | 《李延年：華團轉型功臣》                                           | 何啟良編《馬來西亞華人人物誌-卷二》，頁694-697。                  |
| 2014 | 《邱祥熾：亦儒亦商的華社領袖》                                     | 何啟良編《馬來西亞華人人物誌-卷三》，頁1038-1041。                |
| 2014 | 《一脈相承：南大與三院》                                           | 2014年9月5日南洋大學與新馬華社文教論壇。                          |
| 2019 | 《青年孫中山上李鴻章書的歷史意義與現代價值》                       | 2019年11月12日吉隆坡金馬皇宮                                      |
| 2019 | 《超越粵港澳的大灣區：區域合作視域下華南與東南亞之民心相通》       | 2019年11月17日中國廣州華南師範大學“粵港澳大灣區與東南亞”。        |
| 2019 | 《半個世紀的點點滴滴：張君勱在東南亞》                             | 2019年12月7&8日東南亞華人與新文化運動。                           |
| 2023 | 《華文高教在東南亞：從南洋大學到新紀元》                           | 2023年11月17&18日第一屆吉隆坡世界華文教育論壇。                   |